# Conistra semiconfluens
Conistra semiconfluens är en fjärilsart som beskrevs av Barend J. Lempke 1964. Conistra semiconfluens ingår i släktet Conistra och familjen nattflyn. Inga underarter finns listade i Catalogue of Life.